# Definity

Definity Filmrekorder auf der IBC 2008

DEFINITY ist ein auf LCD-Technologie basierender digitaler Filmrekorder, der vornehmlich in der Filmindustrie Verwendung findet. Das System wird gefertigt und vertrieben von CCG Digital Image Technology, der Nachfolgerin des Filmrekorderzweigs von Agfa-Gevaert.
Bei seiner Markteinführung 2004 stellte Definity mit seinem LCD-Bildgeber eine Abkehr von den bis dahin in der Filmaufzeichnung verwendeten Lösungen dar, die vornehmlich auf analogen Technologien, wie z. B. Kathodenstrahlröhren, zurückgriffen.
Bis dahin galt LCD-Technologie, trotz ihres hohen Potentials, als weitgehend ungeeignet für die digitale Filmaufzeichnung: Vorherige Versuche waren u. a. gescheitert an zu niedriger Farbtiefe (8 bit statt der in der Filmindustrie geforderten 10 und 12 bit), mangelnder Farbsättigung oder zu geringer Belichtungsgeschwindigkeit auf Intermediate-Material. Der monochrome LCD-Bildgeber, der in Definity verbaut wird, umgeht diese Probleme u. a. dadurch, dass er scharfkantige dichroitische Filter kombiniert und mit Licht teilweise im Nahinfrarotbereich gespeist wird. Die notwendige Bittiefe wird durch die Mehrfachbelichtung von 8-bit-Einzelbildern erreicht.
Im Zuge des Digital Intermediate wird Definity oftmals zusammen mit Farbmanagementsystemen, wie z. B. Baselight von FilmLight, verwendet.
Auf der NAB 2010 in Las Vegas stellte CCG eine neue, auf LED-Technologie basierende Lichtquelle für Definity vor. Bis dahin verwendete CCG eine von Osram spezialangefertige Version der Planon-Gasentladungslampe.